# 錢氏祕鱂
錢氏祕鱂為輻鰭魚綱鯉齒目鯉齒亞目鯉齒鱂科的其中一種，分布於亞洲土耳其流域，體長可達7公分，棲息在中底層水域，可作為觀賞魚。

## 擴展閱讀
維基物種上的相關：錢氏祕鱂